# Nuts in May
Nuts in May er en amerikansk stumfilm fra 1917 af Robin Williamson.

## Medvirkende
- Stan Laurel
- Mae Dahlberg
- Lucille Arnold
- Owen Evans
- Charles Arling